# Boecillo
Boecillo est une commune de la province de Valladolid dans la communauté autonome de Castille-et-León en Espagne.

## Sites et patrimoine
- Église San Cristóbal (es)
- Palais des Comtes de Gamazo (Palacio de los Condes de Gamazo)

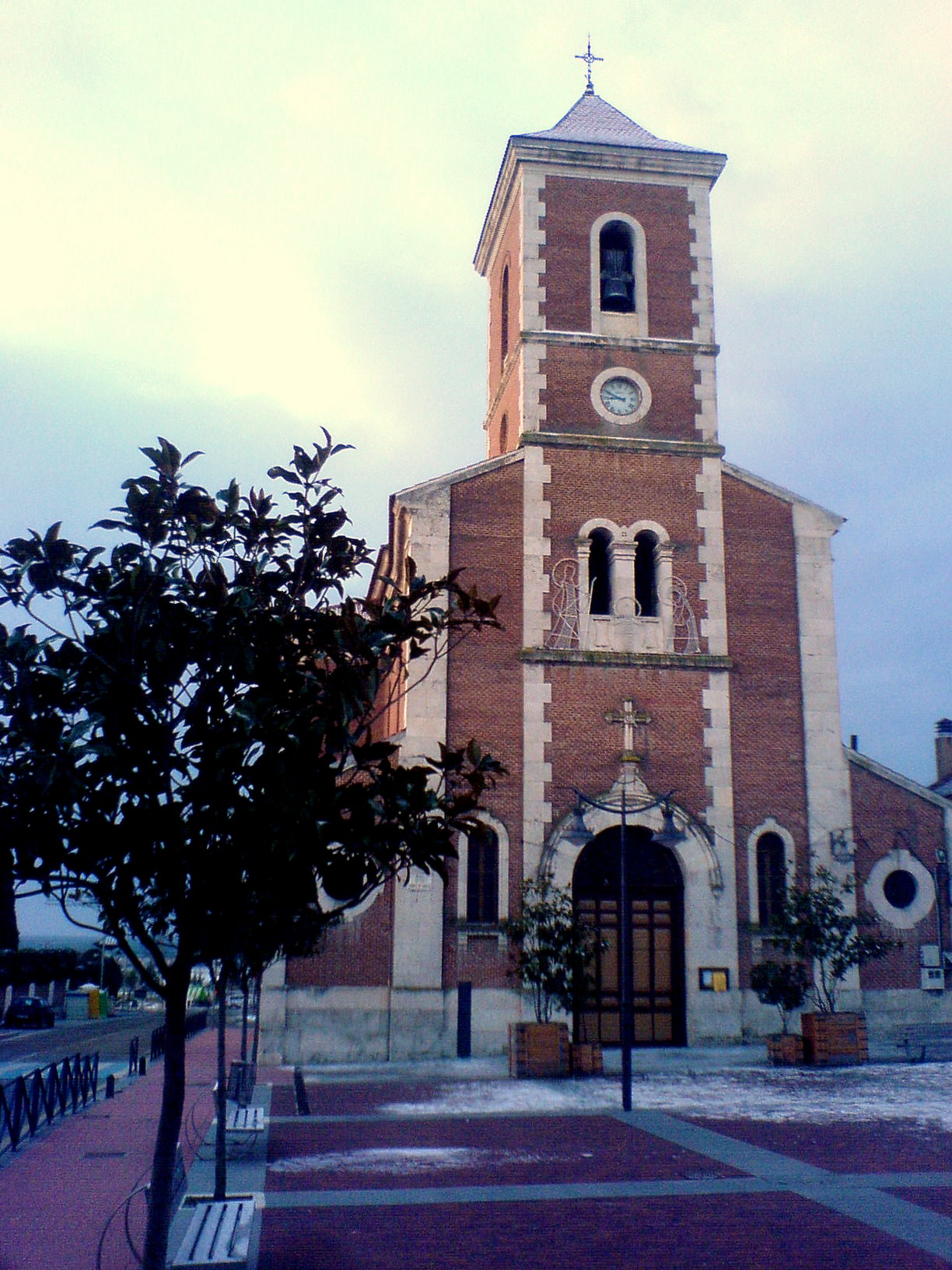
Église San Cristóbal.
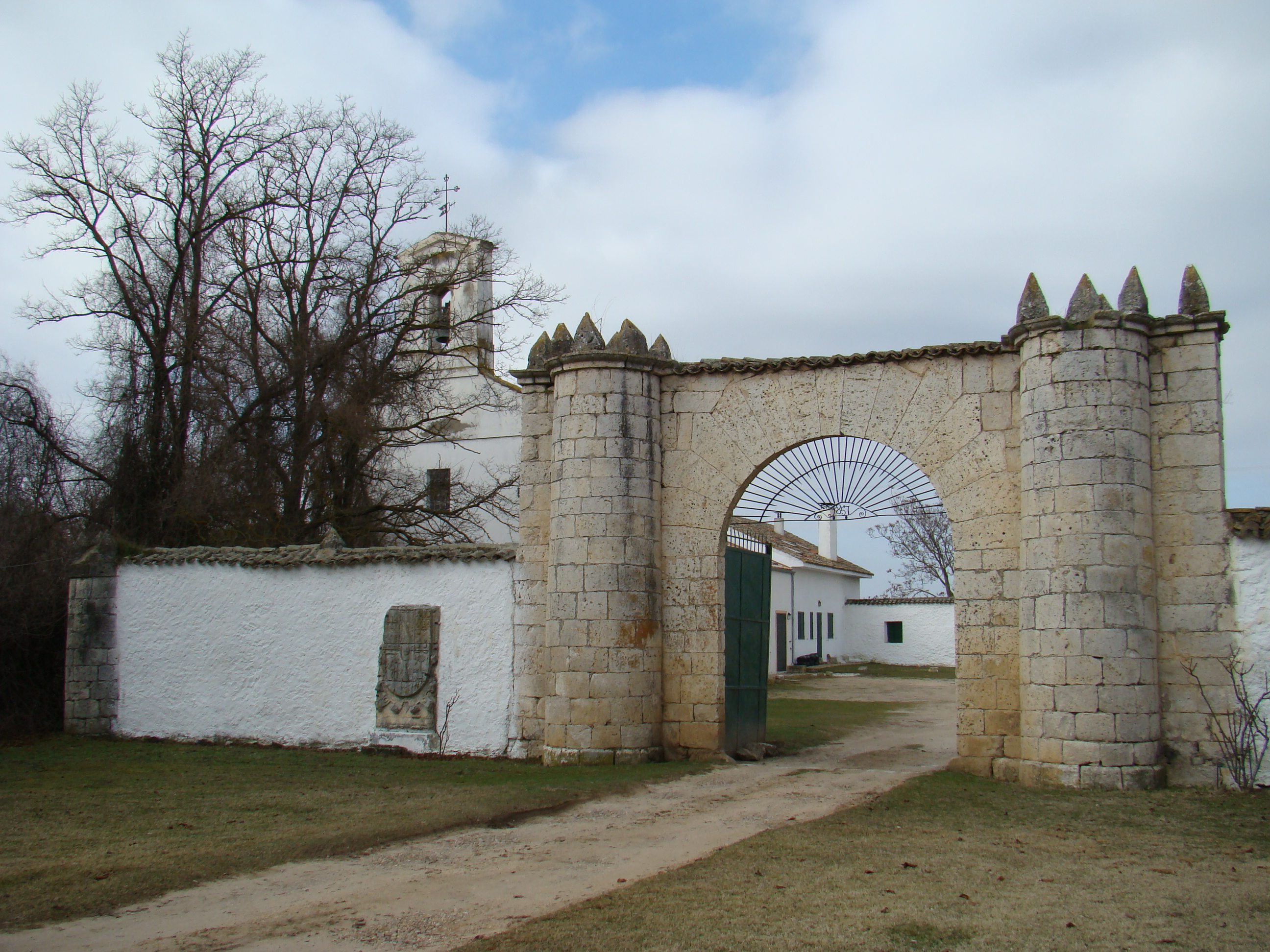
Entrée de la finca Vega de Porras.

## Personnalités liées à la commune
- Germán Gamazo (1840-1901), ministre et député, l’un des grands caciques de la Restauration bourbonienne.